# 제임스 우즈
제임스 우즈(James Woods, 1947년 4월 18일 ~ )는 미국의 배우이다. 프라임타임 에미상, 데이타임 에미상, 골든 글로브상 수상자이며, 《살바도르》(1986)와 《미시시피의 유령》(1996)을 통해 아카데미상에 두 번 후보 지명되었다.

## 출연 작품

### 영화
- 추억 (1973)
- 나이트 무브 (1975)
- 비디오드롬 (1983)
- 원스 어폰 어 타임 인 아메리카 (1984) - 맥시밀리언 역
- 조슈아 스캔들 (1985, Joshua Then and Now)
- 캣츠 아이 (1985)
- 살바도르 (1986)
- 코 끝에 걸린 사나이 (1991) - 존 모스 역
- 동행 (1991, The Boys)
- 채플린 (1992)
- 닉슨 (1995)
- 카지노 (1995)
- 미시시피의 유령 (1996)
- 콘택트 (1997) - 마이클 키츠 역
- 슬레이어 (1998)
- 애니 기븐 선데이 (1999)
- 처녀 자살 소동 (1999)
- 장군의 딸 (1999) - 무어 대령 역
- 무서운 영화 2 (2001) - 맥필리 역
- 스튜어트 리틀 2 (2002) - 더 팰컨 역
- 존 큐 (2002) - 레이먼드 터너 역
- 오펜하이머 (2023)

### 애니메이션 영화
- 헤라클레스 (1997) - 하데스 역
- 파이널 환타지 (2001) - 하인 장군 역
- 방학 대소동 - 여름방학 구출작전 (2001)
- 서핑 업 (2007) - 레지 벨러폰테이 역

### 텔레비전
- 심슨 가족 (1994) - 애니메이션
- 헤라클레스 (1998-99) - 애니메이션
- 패밀리 가이 (2005-16) - 애니메이션
- 레이 도노반 (2013)

### 비디오 게임
- 그랜드 테프트 오토: 산 안드레아스 (2004) - 마이크 토레노 역
- 그랜드 테프트 오토: 트릴로지 - 데피니티브 에디션 (2021)